# یواس‌اس ال-۱ (اس‌اس-۴۰)
یواس‌اس ال-۱ (اس‌اس-۴۰) (به انگلیسی: USS L-1 (SS-40)) یک زیردریایی بود که طول آن ۱۶۷ فوت ۵ اینچ (۵۱٫۰۳ متر) بود. این زیردریایی در سال ۱۹۱۵ ساخته شد.